# Rush (stratégie de jeu vidéo)
Pour les articles homonymes, voir Rush.
Le rush, également appelée ruée en français (bien que le terme ne soit jamais utilisé), est une tactique utilisée dans les jeux vidéo stratégiques qui consiste à attaquer l'ennemi ou à se ruer sur une zone de la carte stratégiquement intéressante le plus tôt possible en faisant passer au second plan la consolidation de sa base principale.
Dans les jeux de stratégie temps réel (RTS) ou dans les FPS coopératifs, un rush est une attaque rapide menée en début de partie. Elle s'appuie sur la vitesse pour submerger un adversaire non-préparé. Dans les jeux de combat, ce style de jeu est appelé rushdown. Ce terme a également une signification différente dans les JDR sur Internet où le joueur s'appuie sur l'aide des autres personnes plus expérimentées pour accéder à des zones normalement inaccessibles et monter plus rapidement en puissance.

## La stratégie en temps réel (RTS)
Pour effectuer un rush dans les jeux de RTS, le joueur doit se focaliser sur la production rapide de petites unités peu onéreuses capables d'attaquer rapidement l'adversaire. En faisant cela, ce joueur sacrifie la création d'une base évoluée tôt dans le jeu qui permet d'avoir des unités solides à moyen terme.
Un rush raté peut avoir des conséquences souvent fatales pour celui qui l'a lancé du fait que celui-ci possède à ce moment une base moins évoluée que celle de son adversaire et les ressources qu'il a gaspillées dans la production des unités d'attaque sont autant de ressources perdues pour la construction de bâtiments et d'unités plus évolués. Cependant, un rush réussi perturbe considérablement l'économie de l'adversaire, jusqu'à parfois la détruire complètement, ce qui empêche alors le défenseur de construire d'autres unités et scelle ainsi sa défaite dès les premières minutes de jeu. Mais dans tous les cas, un rush réussi ralentit toujours l'adversaire, même s'il arrive à le repousser et laisse un intervalle de temps à l'attaquant de rattraper, voire dépasser le niveau économique du défenseur.
Le terme rush est souvent précédé par le nom des unités impliquées envoyées à la charge, l'anglais étant la langue du jeu sur internet. Dans le jeu StarCraft par exemple, un joueur Terran lance un Marine rush, un joueur Protoss lance un Zealot rush, et un Zerg lance le célèbre 6 gling rush (6 zergling). Les unités sont le plus souvent peu chères, faciles à produire et peu puissantes face aux unités qui apparaissent plus tard dans la partie.
Avant de lancer un rush, il faut savoir où se trouve son adversaire en envoyant des récolteurs explorer la carte, car envoyer ses unités au mauvais endroit fait perdre l'avantage temporel. C'est pour cette raison que cette stratégie est peu usitée dans les grandes cartes.

### Origines
Le terme rush s'est démocratisé en 1995 avec Warcraft II et en 1996 avec Command and Conquer : Alerte rouge. Les joueurs de Warcraft utilisaient le terme grunt rush, les grunts étant les fantassins des orcs. Dans Alerte Rouge, le tank rush était une stratégie souvent utilisée par les joueurs dirigeant les forces soviétiques.
Le terme fut ensuite popularisé par la stratégie du Zerg rush, également appelé zergling rush, ling rush, gling rush, ou 6 gling rush (car le nombre de zerglings envoyés était souvent de 6) dans le jeu Starcraft (1998). Lorsqu'une partie Internet de Starcraft débutait, le joueur Zerg pouvait lancer un rush plus rapidement qu'un joueur Terran ou Protoss; les joueurs considéraient que les Zergs étaient la race la plus adaptée au rush.
Après quelques ré-équilibrages par le biais de quelques patchs et l'apport d'une extension qui rendirent les autres races capables de rusher aussi efficacement que les zergs, le terme leur fut également appliqué. Il se diffusa ensuite dans les autres STR.

### Culture
Quand les premiers jeux de RTS apparurent au début des années 1990, et que les rushs furent découverts, cette technique fut considérée comme une stratégie de bas niveau parmi les cercles de joueurs. Cependant, un rush manqué aboutissait souvent à la défaite de son initiateur, ce qui en faisait une technique risquée. Par conséquent, le rush devint également une technique respectée et on vit apparaître des débats enflammés sur de nombreux forums de discussion. À la fin des années 1990 et dans la plupart des STR, la majorité des joueurs expérimentés pratiquaient le rush, considérée comme une stratégie vicieuse, stratégiquement très pauvre, souvent comparée au camping dans les FPS. Dans quelques jeux comme Galactic Civilizations, certains joueurs trouvaient injuste de voir l'ordinateur pratiquer cette technique. Dans les premières versions de StarCraft, les joueurs avaient la possibilité de quitter la partie avant 5 minutes sans que cela ne soit comptabilisé comme une défaite dans les statistiques de battle.net lorsqu'ils voyaient que leur rush ne fonctionnait pas comme ils l'escomptaient. Cette limite temporelle fut rabaissée dans les versions suivantes.
Dans beaucoup de STR, des stratégies anti-rush furent inventées qui transformèrent cette technique en un simple moyen de pression plutôt qu'une tentative de victoire rapide. Cependant, lorsque l'attaquant était accompagné par un ou plusieurs alliés ou que le défenseur déstabilisé se mettait à commettre des erreurs, le rush pouvait parfois aboutir à la victoire.
Dans StarCraft, le rush est souvent accompagné sur les chats par du jargon est-asiatique tel que « kekeke » et des binettes style nippon telles que « ^__^ ». Ce qui atteste du succès du jeu en Corée du Sud.
Dans la série des Age of Empires, les développeurs ont rendu le rush très difficile en donnant la possibilité aux villageois de se réfugier dans les forums. Un autre changement fut de rendre les villageois plus forts, ce qui les rendait moins intéressants à attaquer.
Dans ce type de jeu, le rush peut toujours être appliqué mais uniquement pour perturber l'expansion de son adversaire.
Un autre moyen d'éviter le rush est de mettre tous les joueurs d'accord avant le début de la partie pour ne pas s'attaquer avant une certaine période de temps. Cela peut aller de 10 minutes jusqu'à 1 heure. Dans Empire Earth 2 par exemple, on peut définir une limite de temps initiale pendant laquelle les joueurs ne peuvent pas s'attaquer. Dans certains jeux au tour par tour, la restriction peut durer plusieurs heures. Cela permet au débutant de prendre plaisir à jouer en lui laissant le temps d'établir sa stratégie.

## First-person shooter (FPS)
Rusher dans les FPS coopératifs a la même signification que dans les STR. La différence dans ce type de jeu est qu'on rushe des points stratégiques de la carte (par exemple un point de camp stratégique, ou il n'est possible d'accéder qu'a un endroit, protégé par les alliés), plus rarement le point de départ du camp adverse. Dans Counter-Strike, il peut même arriver que des joueurs rapides attaquent la base ennemie pendant que des joueurs inexpérimentés sont encore en train d'acheter leur équipement et se trouvent donc dans l'incapacité de riposter.
Une équipe va rusher un objectif ou une zone de la carte en espérant éliminer les joueurs isolés avant que les renforts arrivent. Dans un jeu basé sur les rounds comme Counter-Strike, les joueurs rushent souvent avec une mentalité de « ça passe ou ça casse » en début de round. Dans la majorité des autres FPS, les joueurs réapparaissent continuellement, ce qui limite cette technique. Cependant, il existe des exceptions, comme dans Unreal Tournament 2004 où dans le mode de contrôle territorial, les joueurs doivent se rassembler puis lancer un rush organisé pour prendre d'assaut le dernier point de contrôle qui permet de gagner la partie.
L'opposé du rush est le camping. Le campeur va typiquement s'installer dans un coin sombre d'une carte et ne plus en bouger pour abattre chaque ennemi qui passera devant lui. Pour contrer cette technique, les joueurs très mobiles doivent regarder dans tous les recoins et être constamment à l'affût.
Dans les FPS, le rush est considéré (à la différence des RTS) comme une technique respectée car pour être efficace, il demande un très haut niveau de maîtrise. Dans le cas contraire, il s'agit d'un suicide, et le joueur trop téméraire est rappelé à l'ordre par son équipe.

## Jeux de rôles multijoueurs à univers persistant
Le rush est également un terme stratégique employé dans les MMORPG. Le rush est lancé par une force de frappe chargée de submerger l'adversaire par la puissance et le nombre. Cette technique est souvent appelée « Zergling ». De nombreux joueurs de World of Warcraft ont adopté le terme de « zerg rush kekekekekekekeke... » par exemple. Sur Nerverwinter Online, le « Zerg » est une communauté relativement secrète regroupant les joueurs les plus puissants qui partagent entre eux les meilleures stratégies.
Afin d'y remédier, la plupart des compagnies de MMORPG tentent de brider le Zergling sur les bases, même s'ils encouragent le rush à l'amiable. Pour cela, ils obligent les deux camps à être équilibrés en nombre dans certaines zones de jeu comme les arènes ou les donjons ou bien en fournissant aux défenseurs des armes efficaces contre les attaques mal organisées.

## Jeux de combat
Dans le monde des jeux de combat, le rushdown est un style de jeu qui se base sur des attaques agressives et ininterrompues qui visent à déstabiliser l'opposant en l'intimidant par les effets visuels produits par l'enchaînement des attaques. Le but est d'user les nerfs du défenseur et de le pousser à commettre des erreurs. Les personnages qui excellent dans cette stratégie sont appelés « perso rushdown ». Un rushdown comporte une partie de risque calculé.
Pour contrer un rushdown, le défenseur peut modifier le rapport de force et devenir lui-même attaquant.
Quelques persos rushdown célèbres : Ken Masters, Ryu, Magneto, M. Bison, Balrog, Vega.

## Jeux de rôle multijoueurs
Le rush peut également être appliqué aux joueurs qui brûlent les étapes d'une progression classique dans un jeu de rôle pouvant se jouer en coopératif sur Internet. Ces joueurs, lorsqu'ils commencent une nouvelle partie, s'appuient sur l'aide d'amis plus expérimentés afin d'atteindre des zones de jeu normalement trop dangereuses à leur niveau où ils pourront augmenter en puissance de manière beaucoup plus rapide que par le circuit classique. Cependant, les développeurs de jeux vidéo tentent au maximum de refréner cette technique par une répartition des points d'expérience en faveur des personnages de niveau élevé ou bien en mettant des barrières pour les joueurs de faible niveau.